# 等你們歸來
《等你們歸來》是一首歌曲，發佈於2020年2月。歌曲由中國共青團青海省委組織，由小磊作詞、作曲、演唱。歌曲致敬COVID-19期间中在一線的工作人員。